# 乔瓦尼·布拉穆奇
乔瓦尼·布拉穆奇（義大利語：Giovanni Bramucci，1946年11月15日—2019年9月26日），意大利男子自行车运动员。他曾代表意大利参加1968年夏季奥林匹克运动会自行车比赛，获得男子团体计时赛铜牌。